# Jean-Paul Klée
Pour les articles homonymes, voir Klee.
 (janvier 2018).
Jean-Paul Klée, né le 5 juin 1943 à Strasbourg, est un poète et écrivain français.
Auteur d'une œuvre publiée originale et variée, mais aussi d'une œuvre inédite considérable, il est l’une des grandes voix de la culture alsacienne contemporaine.

## Biographie
Le père de Jean-Paul Klée, le philosophe Raymond-Lucien Klée, qui s'est engagé au service du général de Gaulle dès juin 1940, est déporté et interné par les nazis dans le camp de concentration de Natzwiller-Struthof  et il y meurt le 18 avril 1944.
Jean-Paul Klée suit des études littéraires à l'université de Strasbourg, où il a pour professeur Jean Gaulmier. Il s’oriente vers l'enseignement.
Son premier livre, L'été l'Éternité, paraît en 1970 avec une préface de Claude Vigée.
De 1971 à 1979, il enseigne à Saverne.
En 1977, Jean-Paul Klée publie La Crucifixion alsacienne, poème baroque et noir sur le camp du Struthof.
À partir de la même année, il milite activement pour la cause écologique.
Il s’engage notamment dans la dénonciation des dangers que font courir aux élèves les constructions de type « Pailleron ».
À la suite d’actions menées dans ce sens au sein de son établissement, il est démis de ses fonctions, puis incarcéré à Fresnes en 1989, enfin radié à vie de l'Éducation nationale en 1991.
Réduit à une grande précarité, il tente auprès des ministres successifs de faire comprendre le sens de son engagement et d'être réintégré au sein de l'Éducation nationale, mais se heurte auprès de tous à une fin de non-recevoir.
Après avoir longtemps partagé son temps entre Strasbourg et Obernai, il vit aujourd’hui à Strasbourg, où il travaille sans relâche à l’édification d’une œuvre poétique proliférante et inspirée.
Jean-Paul Klée a reçu en 2008 le Prix national de poésie Claude Vigée.

## Œuvres

### Poésie
- L'été l'Éternité, Chambelland, Paris, 1970.
- La Résurrection alsacienne, Saint-Germain-des-Prés, Paris, 1977.
- Requiem sur l'Europe à son lit de mort, Saint-Germain-des-Prés, Paris, 1983.
- Poëmes de la noirceur de l'Occident, bf éditions], Strasbourg, 1998.
- ...Oh dites-moi Si l'Ici-Bas sombrera ?..., Éditions Arfuyen, 2002.
- C'est ici le pays de Larizza, bf éditions], 2003.
- Trésor d'Olivier Larizza, Les Vanneaux, Montreuil-sur-Brêche, 2008.
- Bonheurs d'Olivier Larizza, Les Vanneaux, Montreuil-sur-Brêche, 2011.
- Décorateurs de l'agonie, bf éditions, Strasbourg, 2013.
- Manoir des mélancolies, Andersen, Paris, 2014.
- Coeur qui comme le mien ira décoloré parmi les fleurs, Editions des Vanneaux, coll. « L'Ombellie », Bordeaux, 2016.
- Décembre Difficile, Belladone Éditions, préface Grégory Huck, Paris, 2017.
- Kathédrali, Andersen, Paris, 2018.
- Avant la fin de tout (fragments), sur le site poezibao.

### Théâtre
- Le Sacrifice de Jean Lumière contre Fessenheim-Hiroshima, Strasbourg, 1977.

### Prose
- Lettre au jeune Fabien sur les douleurs de notre temps, avec une Prière et un Appel.à.tous.contre.la.bombe.atomique, Strasbourg, 1979.
- Journal du Fiancé, Le Cherche-midi, Paris, 1985.
- Mon cœur flotte sur Strasbourg comme une Rose rose, bf éditions, Strasbourg, 1988.
- Rêveries d'un promeneur strasbourgeois, La Nuée Bleue, Strasbourg, 2001.

### Traduction en italien
- Decoratori dell'agonia, préface et traduction d'Antonio Marvasi, Edizione del Giano, Rome, 2018.